# Viola bakeri
Viola bakeri är en violväxtart som beskrevs av Edward Lee Greene. Viola bakeri ingår i släktet violer, och familjen violväxter. Inga underarter finns listade i Catalogue of Life.